# Stazione di Borgo Panigale Scala
La stazione di Borgo Panigale Scala è stata una fermata ferroviaria posta lungo alla ferrovia Bologna-Verona. Serviva Borgo Panigale, quartiere di Bologna.

## Progetti futuri
Il piano di sviluppo del servizio ferroviario metropolitano di Bologna prevede la riattivazione di una fermata ferroviaria con il nome di Borgo Panigale Scala, questa volta realizzata sui binari della ferrovia Milano-Bologna, a servizio della linea suburbana S5 (Modena-Bologna Centrale).
La stazione sarà costituita da due marciapiedi con pensiline, scale e rampe di accesso e percorsi ciclo-pedonali. Sorgerà su via Bencivenni, a pochi km dall'aeroporto di Bologna (da qui la proposta alternativa di titolare la stazione "Bologna - Aeroporto" per evitare confusioni con la già esistente stazione di Borgo Panigale sulla linea Bologna-Porretta.)  